# Мокринский, Михаил Иванович
Михаил Иванович Мокринский — советский государственный и политический деятель, полковник.

## Биография
Родился в 1916 году в селе Бобышино. Член КПСС с 1940 года.
С 1938 года — на хозяйственной, общественной и политической работе. В 1938—1968 гг. — оперуполномоченный, заместитель начальника 1-го отделения 2-го отдела ЭКУ, начальник 1-го отделения 2-го отдела УГБ УНКВД, начальник отделения УНКГБ, начальник 1-го, 2-го отделений СПО, заместитель начальника СПО УНКВД по Тульской области, заместитель начальника, начальник 2-го отдела, начальник 5-го отдела УНКГБ — УМГБ по Тульской области, заместитель начальника УМГБ по Сталинградской области, начальник 5-го отдела УМГБ по Ленинградской области, начальник 4-го отдела УМВД по Ленинградской области, заместитель начальника УМВД по Ленинградской области, начальник УКГБ по Читинской области, заместитель начальника школы КГБ № 302 в Минске.
Делегат XX съезда КПСС.
Умер В городе Тула 17 сентября 2008 года